# Троссард, Леандро
Леа́ндро Тросса́рд (нидерл. Leandro Trossard; род. 4 декабря 1994, Маасмехелен, Фламандский регион) — бельгийский футболист, игрок английского клуба «Арсенал» и национальной сборной Бельгии. Играет на позициях левого вингера, атакующего полузащитника и оттянутого нападающего. Участник двух чемпионатов Европы (2020 и 2024) и чемпионата мира 2022.

## Клубная карьера
В 2010 году 15-летний Троссард сменил клубную академию «Бохолтера» на более сильную футбольную школу «Генка». Проведя два года в молодёжных командах клуба, в декабре 2011 года он заключил с клубом контракт на три года. В январе следующего года Леандро начал тренироваться с основным составом, а через пять месяцев, 12 мая 2012 года, он получил возможность дебютировать в чемпионате Бельгии, выйдя на замену в последней игре сезона с «Гентом».
Всю первую половину сезона 2012/2013 Троссарду не представилось возможностей сыграть за основной состав «Генка», кроме единственного появления в кубковом матче. Поэтому в январе 2013 года футболист попросил руководство клуба отдать его в аренду для получения игровой практики. Вторую половину сезона он выступал во втором дивизионе за клуб «Ломмел Юнайтед», где сразу хорошо проявил себя, забив семь голов в 12 матчах. На весь сезон 2013/2014 Леандро вновь был отдан в аренду клубу второго дивизиона, на этот раз «Вестерло», но там он играл нестабильно, забив лишь три гола в 17 матчах. На следующий сезон Троссард вернулся в «Ломмел Юнайтед», где смог продемонстрировать прежний высокий уровень. Он забил 16 голов в 33 матчах и помог команде занять второе место во втором дивизионе, за что болельщики клуба признали его лучшим игроком сезона. Сезон 2015/2016 Троссард также провёл в аренде, но уже в клубе первого дивизиона, «Ауд-Хеверле Лёвен». Он стал основным игроком команды, сыграв 30 матчей и забив 8 голов. Наблюдая за прогрессом своего игрока, тренер «Генка» Петер Мэйс захотел ещё зимой досрочно вернуть Леанрдо в команду, но в итоге «Генк» согласился дать ему доиграть сезон в «Лёвене».
На сезон 2016/2017 Троссард наконец остался в составе «Генка» после трёх с половиной лет, проведённых в арендах. В первой половине сезона он преимущественно выходил на замены, но во второй половине стал стабильно играть в стартовом составе и помог команде дойти до полуфинала национального кубка и четвертьфинала Лиги Европы УЕФА. В мае 2018 года Троссард заключил с «Генком» новый контракт, действительный до лета 2021 года и предусматривающий возможность продления ещё на год. В сезоне 2018/19 Леандро забил 14 голов в 34 матчах чемпионата Бельгии и помог «Генку» стать чемпионом.
26 июля 2019 года Троссард перешёл в английский клуб «Брайтон энд Хоув Альбион». За его переход была заплачена сумма около 15 млн фунтов стерлингов. Личный контракт футболиста был заключён на четыре года. 17 августа 2019 года Троссард дебютировал в английской Премьер-лиге в игре с «Вест Хэмом». В этой игре он забил свой первый гол за «Брайтон», сравняв счёт в матче.
20 января 2023 года перешёл в лондонский «Арсенал», заключив долгосрочный контракт. Дебютировал за клуб 22 января 2023 года в матче 21-го тура Английской Премьер-лиги против «Манчестер Юнайтед» (3:2), выйдя на замену на 82-й минуте вместо Габриэла Мартинелли. Первый мяч за «Арсенал» забил 11 февраля 2023 года в матче 23-го тура Английской Премьер-лиги против «Брентфорда» (1:1).

## Выступления за сборную
В августе 2018 года Троссард впервые был вызван тренером Роберто Мартинесом в национальную сборную Бельгии на товарищеский матч с командой Шотландии и матч Лиги наций УЕФА с командой Исландии. Однако игру с шотландцами он провёл на скамейке запасных, а в заявку на матч с исландцами вовсе не был включён.
10 ноября 2022 года был включён в официальную заявку сборной Бельгии для участия в матчах чемпионата мира 2022 года в Катаре.

## Статистика выступлений
| Выступление              | Выступление       | Выступление      | Лига | Лига | Кубок | Кубок | Еврокубки | Еврокубки | Прочие | Прочие | Итого | Итого |
| Клуб                     | Лига              | Сезон            | Игры | Голы | Игры  | Голы  | Игры      | Голы      | Игры   | Голы   | Игры  | Голы  |
| ------------------------ | ----------------- | ---------------- | ---- | ---- | ----- | ----- | --------- | --------- | ------ | ------ | ----- | ----- |
| Генк                     | Про-лига          | 2011/2012        | 1    | 0    | 0     | 0     | —         | —         | —      | —      | 1     | 0     |
| Генк                     | Про-лига          | 2012/2013        | 0    | 0    | 1     | 0     | 0         | 0         | —      | —      | 1     | 0     |
| Генк                     | Про-лига          | 2016/2017        | 31   | 6    | 5     | 0     | 16        | 3         | —      | —      | 52    | 9     |
| Генк                     | Про-лига          | 2017/2018        | 17   | 7    | 2     | 1     | —         | —         | —      | —      | 19    | 8     |
| Генк                     | Про-лига          | 2018/2019        | 34   | 14   | 2     | 0     | 11        | 8         | —      | —      | 47    | 22    |
| Генк                     | Итого             | Итого            | 83   | 27   | 10    | 1     | 27        | 11        | —      | —      | 120   | 39    |
| Ломмел Юнайтед           | Первый дивизион B | 2012/2013        | 12   | 7    | 0     | 0     | —         | —         | —      | —      | 12    | 7     |
| Ломмел Юнайтед           | Итого             | Итого            | 12   | 7    | 0     | 0     | —         | —         | —      | —      | 12    | 7     |
| Вестерло                 | Первый дивизион B | 2013/2014        | 17   | 3    | 3     | 1     | —         | —         | —      | —      | 20    | 4     |
| Вестерло                 | Итого             | Итого            | 17   | 3    | 3     | 1     | —         | —         | —      | —      | 20    | 4     |
| Ломмел Юнайтед           | Первый дивизион B | 2014/2015        | 33   | 16   | 2     | 0     | —         | —         | 6      | 1      | 41    | 17    |
| Ломмел Юнайтед           | Итого             | Итого            | 33   | 16   | 2     | 0     | —         | —         | 6      | 1      | 41    | 17    |
| Ауд-Хеверле Лёвен        | Про-лига          | 2015/2016        | 30   | 8    | 1     | 1     | —         | —         | —      | —      | 31    | 9     |
| Ауд-Хеверле Лёвен        | Итого             | Итого            | 30   | 8    | 1     | 1     | —         | —         | —      | —      | 31    | 9     |
| Брайтон энд Хоув Альбион | Премьер-лига      | 2019/2020        | 31   | 5    | 0     | 0     | —         | —         | —      | —      | 31    | 5     |
| Брайтон энд Хоув Альбион | Премьер-лига      | 2020/2021        | 35   | 5    | 3     | 0     | —         | —         | —      | —      | 38    | 5     |
| Брайтон энд Хоув Альбион | Премьер-лига      | 2021/2022        | 34   | 8    | 1     | 0     | —         | —         | —      | —      | 35    | 8     |
| Брайтон энд Хоув Альбион | Премьер-лига      | 2022/2023        | 16   | 7    | 1     | 0     | —         | —         | —      | —      | 17    | 7     |
| Брайтон энд Хоув Альбион | Итого             | Итого            | 116  | 25   | 5     | 0     | —         | —         | —      | —      | 121   | 25    |
| Арсенал (Лондон)         | Премьер-лига      | 2022/2023        | 20   | 1    | 1     | 0     | 1         | 0         | —      | —      | 22    | 1     |
| Арсенал (Лондон)         | Премьер-лига      | 2023/2024        | 34   | 12   | 3     | 1     | 9         | 4         | —      | —      | 46    | 17    |
| Арсенал (Лондон)         | Премьер-лига      | 2024/2025        | 34   | 8    | 4     | 0     | 12        | 2         | —      | —      | 50    | 10    |
| Арсенал (Лондон)         | Итого             | Итого            | 88   | 21   | 8     | 1     | 22        | 6         | —      | —      | 118   | 28    |
| Всего за карьеру         | Всего за карьеру  | Всего за карьеру | 379  | 107  | 29    | 4     | 49        | 17        | 6      | 1      | 463   | 129   |

1. ↑  Лига чемпионов УЕФА, Лига Европы УЕФА
2. ↑  Стыковые матчи чемпионата Бельгии

## Достижения
«Генк»
- Чемпион Бельгии: 2018/19
- Обладатель Кубка Бельгии: 2012/13

«Арсенал» Лондон
- Обладатель Суперкубка Англии: 2023